# ベルサイズ・パーク駅
ベルサイズ・パーク駅（ベルサイズ・パークえき、英語：Belsize Park tube station）ロンドン北西部、ベルサイズ・パーク、ノーザン線エッジウェア支線のチョーク・ファーム駅とハムステッド駅の間にあるロンドン地下鉄の駅である。当駅はヘイヴァー・ヒルの北端に位置し、トラベルカード・ゾーン2に含まれる。2011年7月に駅舎が第2級文化財指定建築となった。
ロイヤル・フリー・ホスピタルが当駅徒歩圏に位置する。

## 歴史

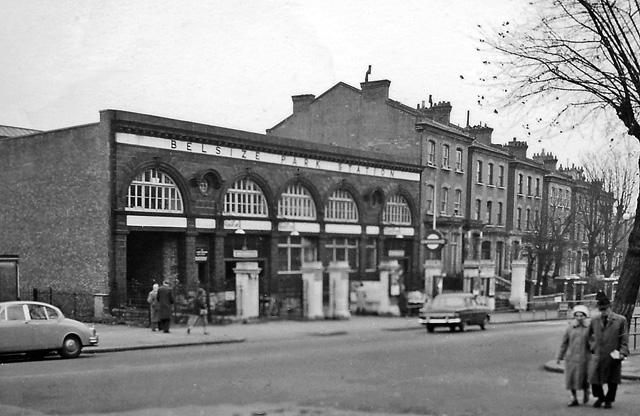
1960年撮影の駅舎

当駅は1907年6月22日にチャリングクロス・ユーストン・アンド・ハムステッド鉄道のチャリング・クロス - ゴルダーズ・グリーン間の開業に伴って設置された。3基の深さ33.2 m (108 ft 10 in)のエレベーターと219段の階段で改札口とホームが結ばれている。駅舎は建築家レスリー・グリーンの設計によるもので、赤いテラコッタタイルで装われた4つの半円形の窓を備える。自動改札機が設置され、エレベーターが更新される1980年代までほぼ開業時の姿をとどめていた。

## 防空壕

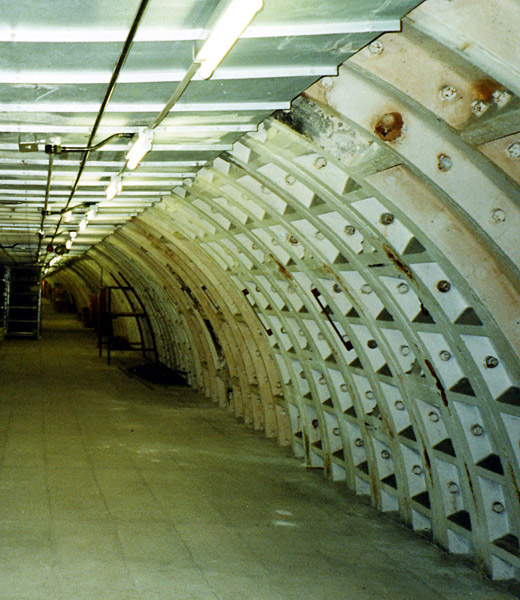
防空壕内部

当駅はロンドン地下鉄に8駅ある駅直下に防空壕を備える駅である。防空壕は第二次世界大戦中に公務員の避難場所として建設され、ヘイヴァーストック・ヒルの下に入口がある。

## バス路線
ロンドンバス168、C11、深夜バスN5が当駅を経由する。

## ギャラリー

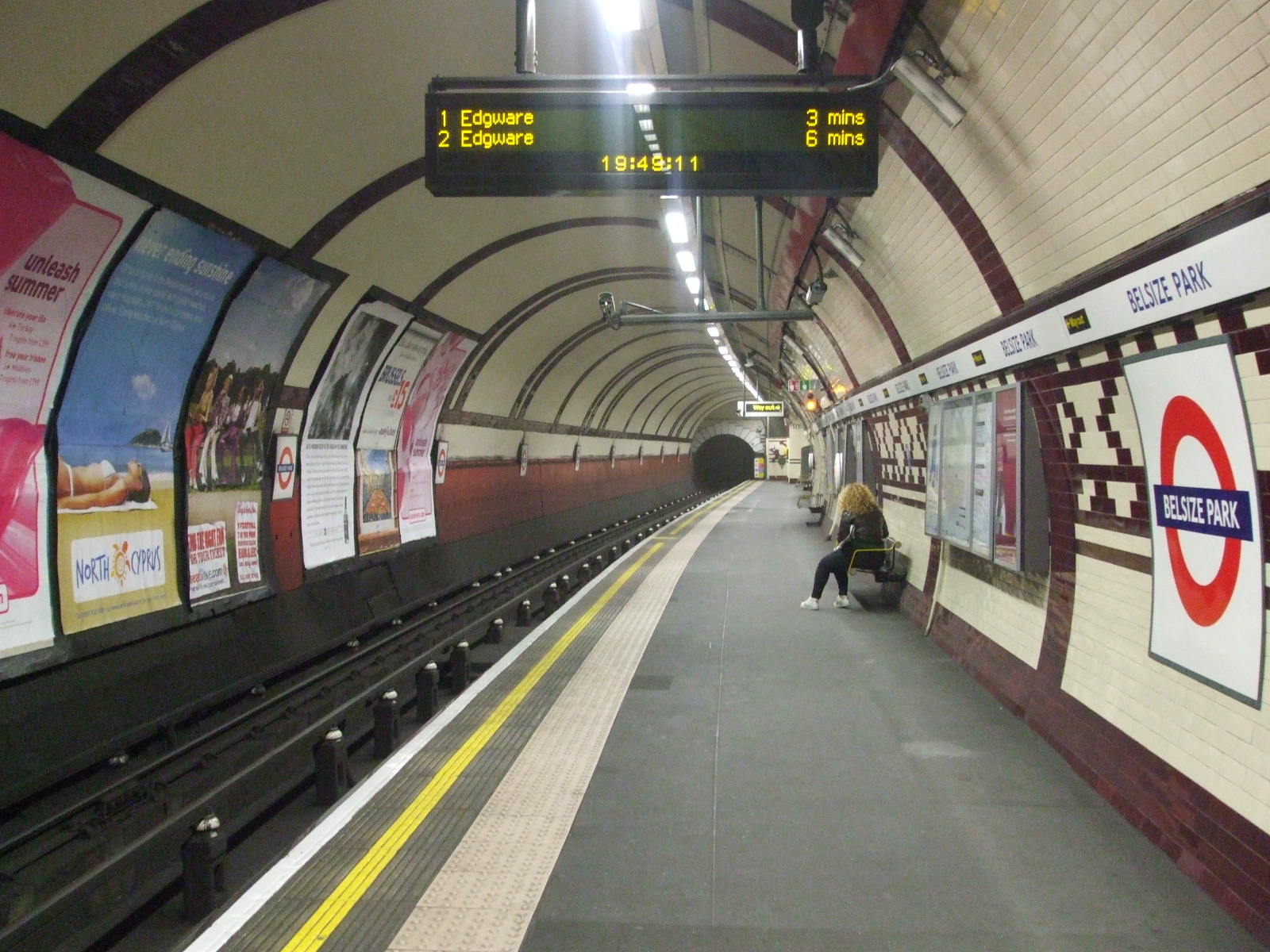
北行ホーム。北を見る。
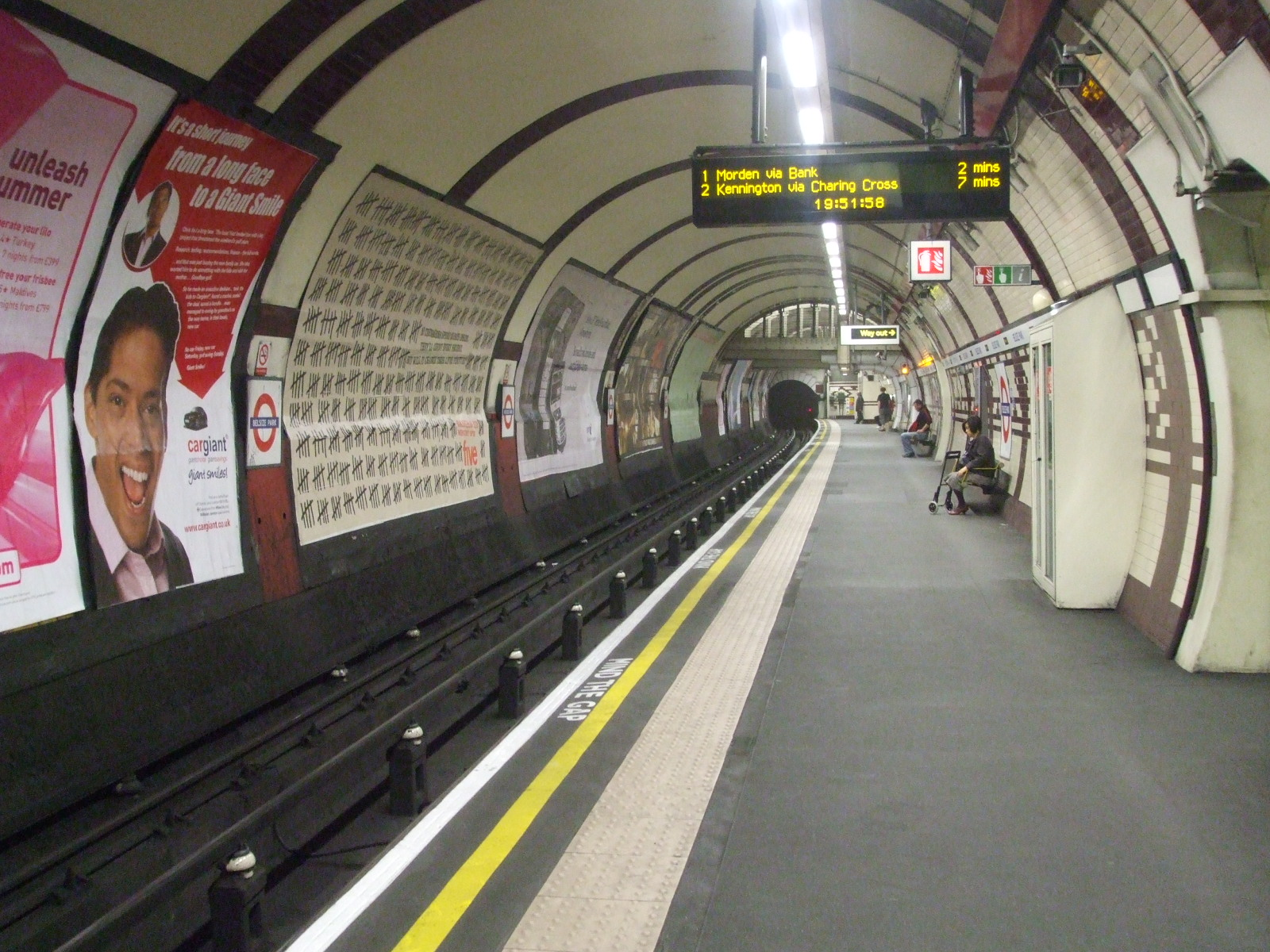
南行ホーム。南を見る。
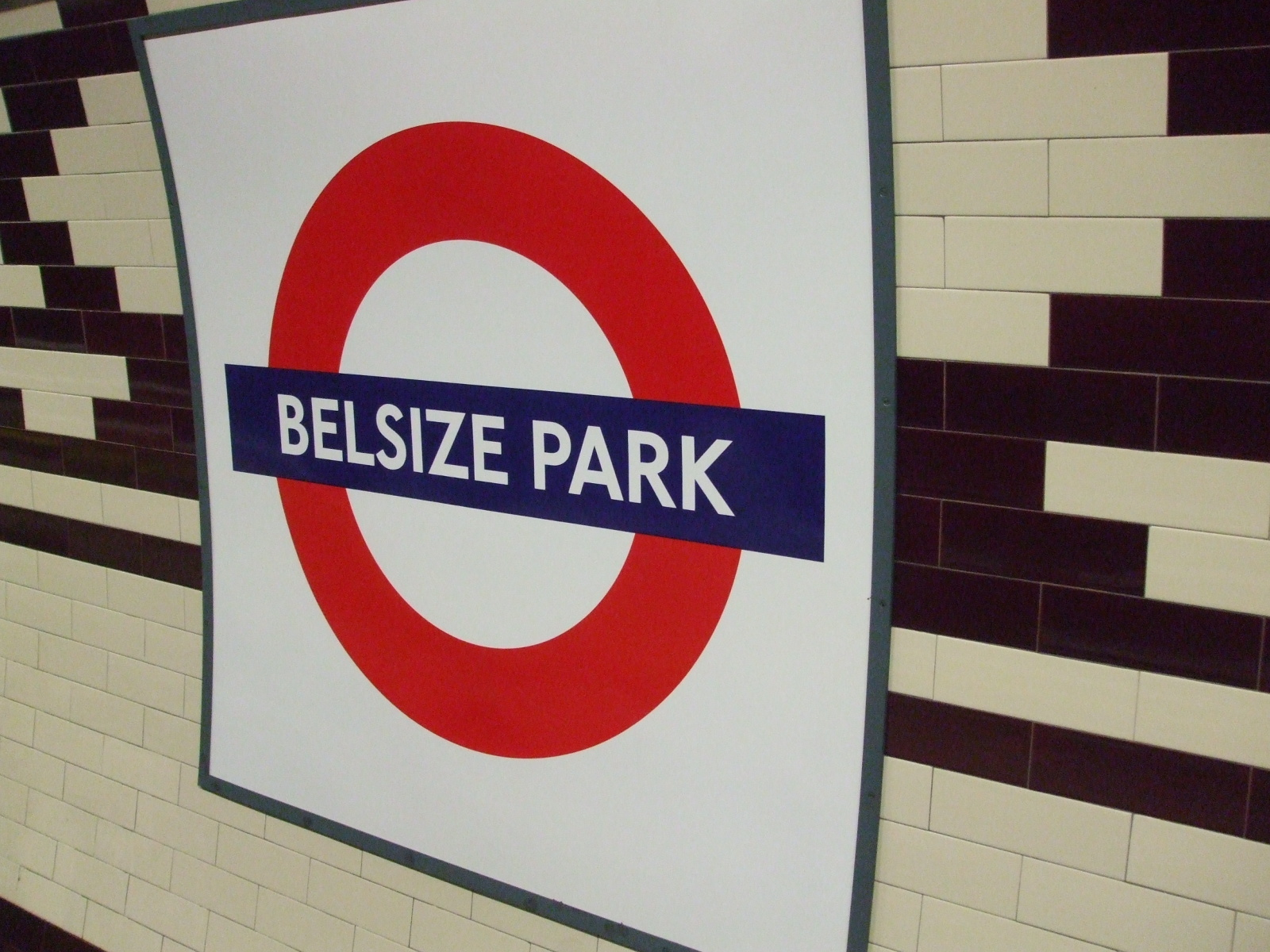
北行ホームの駅名標
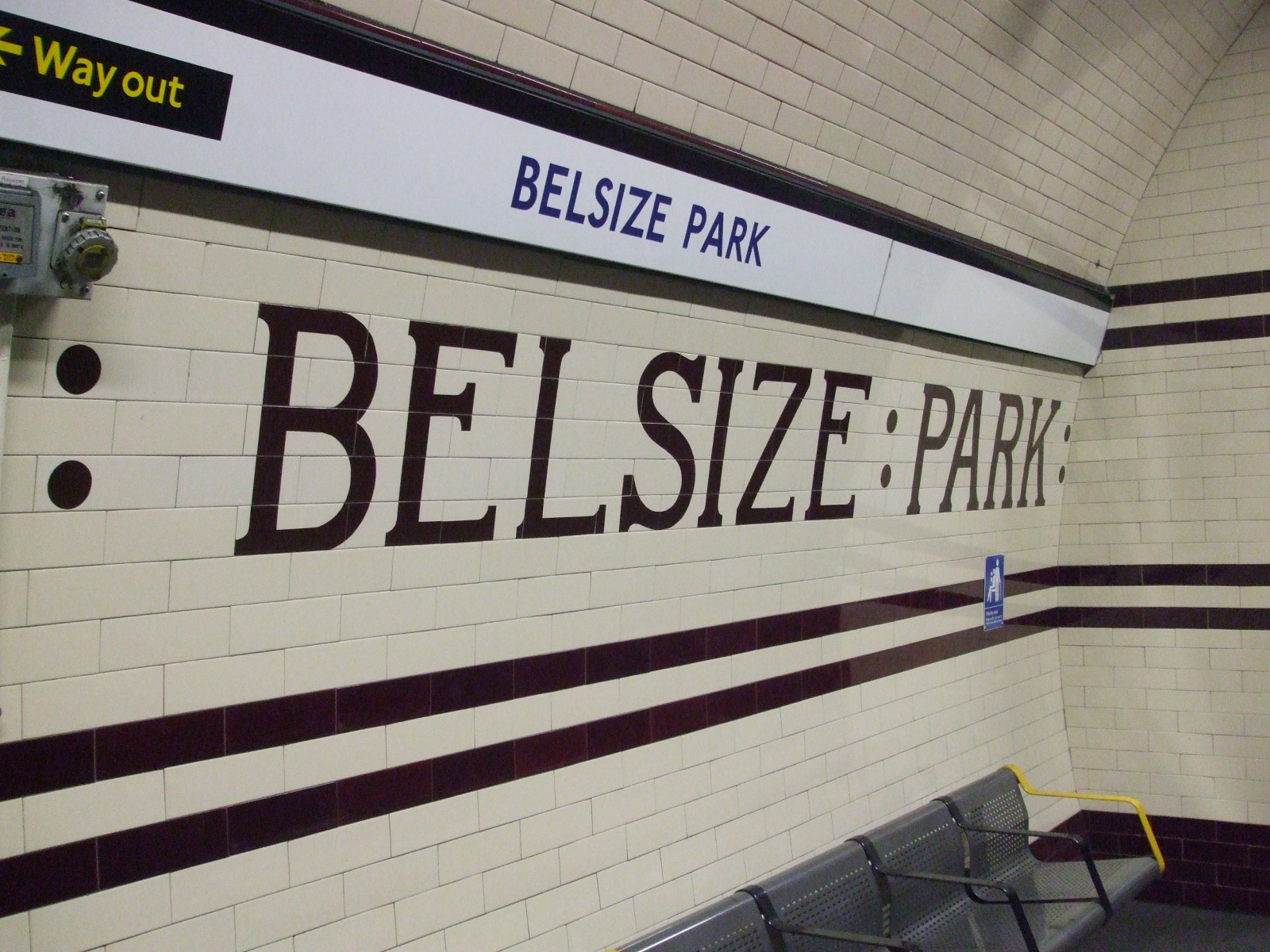
タイルに書かれた開業時からの駅名標